# Calanthe reflexa
Calanthe reflexa là một loài thực vật có hoa trong họ Lan. Loài này được Maxim. mô tả khoa học đầu tiên năm 1873.

## Hình ảnh

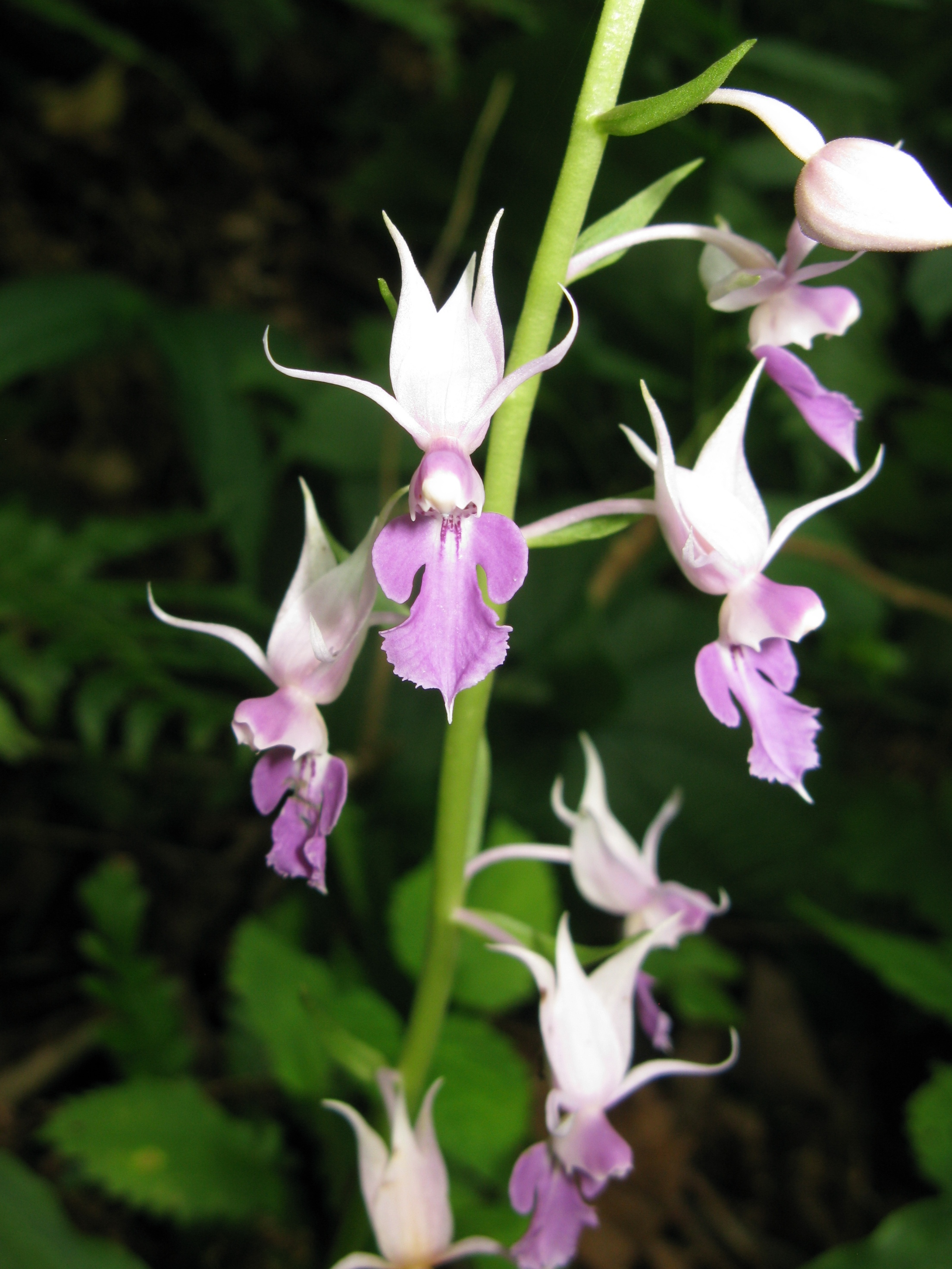